# Desaparición de Maya Millete
Maya "May" Millete (nacida en Filipinas el 1 de mayo de 1981) es una mujer estadounidense de origen filipino que desapareció el 7 de enero de 2021 en la localidad de Chula Vista, en el condado de San Diego de California.

## Biografía
Trabajaba como empleada civil para la Armada de los Estados Unidos, con un contrato como especialista para el Centro de Guerra de Información Naval del Pacífico. Natural de Filipinas, se había criado en Honolulu (Hawái). Estudió en el Admiral Arthur W. Radford High School y se graduó en la Universidad de Hawái en Mānoa.
Maya conoció a su futuro marido Larry Millete en el instituto, después de que él se desplazara desde San Diego (California) a Honolulu tras una detención por agresión relacionada con su pertenencia a una banda juvenil en 1997. Más tarde se casaron y él sirvió en la Armada de los Estados Unidos durante cinco años. Se mudaron a San Diego y tuvieron tres hijos. 
A finales de 2020 su matrimonio se deterioró y Larry supuestamente se volvió cada vez más controlador y paranoico al descubrir que Maya tenía una aventura. En diciembre de 2020, Maya había resuelto divorciarse de Larry y estaba tomando medidas para formalizar la separación. Una amiga de Maya alegó que Larry había abusado físicamente de ella, y que temía por la seguridad de sus hijos. Otra amiga le había ofrecido un piso franco en un condominio porque temía por su seguridad.

## Desaparición y búsqueda
El 7 de enero de 2021, Millete fue vista por última vez en la casa de la familia alrededor de las 5 de la tarde; había llamado a un abogado especializado en divorcios más temprano ese día. Al día siguiente, Larry Millete fue observado en video retrocediendo su Lexus GX 460 negro en una posición donde la parte trasera del vehículo no se podía ver en la cámara. Larry afirmó que ese día había conducido el Lexus a Solana Beach con uno de sus hijos; el vehículo fue incautado posteriormente por el Departamento de Policía de Chula Vista.
Los familiares de Maya fueron a ver cómo estaba el 8 de enero, pero Larry les dijo que había permanecido encerrada sola en una habitación desde el día anterior. Cuando volvieron a la mañana siguiente e insistieron a Larry en que abriera la puerta, encontraron la habitación vacía y sin rastro de ella. La hermana de Millete, Maricris Drouaillet, presentó entonces una denuncia de desaparición ante el Departamento de Policía de Chula Vista. Se llegó a presumir que Millete estuviera muerta.
El 13 de enero de 2021, varios voluntarios buscaron a Millete en el Mount San Miguel Park. El 23 de enero de 2021, los investigadores llevaron a cabo una orden de registro en su domicilio, en busca de pistas o cualquier prueba que pudiera apuntar a la causa de su desaparición o a su posible paradero. En enero, los familiares de Maya contrataron a un investigador privado para que les ayudara a encontrarla.
El 5 de febrero de 2021, el Departamento de Policía de Chula Vista y la familia de Millete celebraron una reunión informativa para animar al público a buscarla. Se encontraron restos esqueléticos en el condado de Orange que se pensó que eran los restos de Millete, pero se demostró que esto era falso, informando que eran restos óseos pertenecientes a un varón. Más tarde se demostró que los restos eran huesos de animales.
Los voluntarios realizaron búsquedas adicionales de Maya en febrero en las dunas de arena de Glamis, en marzo cerca del lago Lower Otay y en mayo en National City y en un campo de golf abandonado de Chula Vista. A finales de julio, en un acto de celebración del Día de la Amistad Filipino-Americana, se hizo un esfuerzo por aumentar la concienciación sobre la búsqueda continuada de Maya. A finales de octubre, se realizaron búsquedas cerca de Salton Sea, Fish Creek y Glamis. Hasta su detención a finales de octubre, Larry Millete no había participado en ninguna de las búsquedas.
A principios de noviembre, los buscadores volvieron a las dunas de Glamis; la zona de Imperial Gables también fue buscada en noviembre. Las búsquedas de Maya continuaron ocurriendo semanalmente hasta diciembre. El 8 de enero de 2022, se celebró una vigilia de oración conmemorando un año de la desaparición de Maya Millete, y las búsquedas continuaron en enero incluyendo el uso de drones de penetración terrestre. Las búsquedas de Maya continuaron en 2022, con búsquedas que ocurrieron al menos en agosto, y septiembre.

## Grabación de audios
Ocho fuertes golpes se pueden escuchar en una grabación de audio del 7 de enero de 2021, aproximadamente a las 20:30 horas en las inmediaciones de la residencia de Millete en Chula Vista. La grabación de audio, que se dio a conocer a las fuerzas del orden y al público, corresponde a imágenes de videovigilancia que no se dieron a conocer al público debido a problemas de privacidad planteados por el vecino que proporcionó las imágenes de vídeo y la grabación de audio.

## Interés mediático
El 6 de abril de 2021, la desaparición de Maya tuvo cobertura en el programa Good Morning America de la ABC. El abogado de la familia de Millete, su hermana y su cuñado aparecieron en El show del Dr. Phil el 12 de abril de 2021. En un artículo de Dateline NBC, el caso de la desaparición de Maya se incluyó entre otras 169 personas desaparecidas. El 19 de febrero de 2022, más de un año después de la desaparición de Millete, la serie de crímenes reales 48 Hours de la cadena CBS emitió un reportaje de una hora sobre su caso, con la esperanza de que la exposición nacional pueda dar lugar a algunas respuestas.

## Enjuiciamiento de Larry Millete
En una entrevista en enero de 2021, Larry admitió haber discutido con Maya en 2020. A partir del 3 de febrero de 2021, Larry contrató a un abogado y dejó de cooperar con la policía. En abril de 2021, se informó de que Larry quería contratar a alguien para matar al hombre con el que sospechaba que Maya tenía una aventura. En mayo de 2021, las armas de fuego restantes de Larry fueron incautadas por la policía sobre la base de una orden de restricción de la violencia armada (GRVO) debido al ambiente inseguro que plantearon a sus hijos.
En mayo de 2021, los padres de Maya solicitaron visitas con los niños; Larry se negó y no respondió a ninguna otra comunicación con ellos. En julio, los padres de Maya habían presentado una petición formal para los derechos de visita y una audiencia fue fijada para diciembre de 2021. A finales de julio de 2021, Larry fue nombrado una persona de interés por el Departamento de Policía de Chula Vista.
En septiembre de 2021, con las visitas de los niños todavía en disputa, Larry hizo acusaciones contra los miembros de la familia de Maya, en un intento de justificar la falta de visitas. El martes 19 de octubre de 2021, Larry Millete fue arrestado y acusado del asesinato de su esposa. Durante una rueda de prensa en la que se anunció el arresto, Summer Stephan, fiscal de distrito del condado de San Diego, declaró que en el momento del arresto aún no se había encontrado el cuerpo de Maya Millete.
La detención se produjo después de que se ejecutaran 67 órdenes de búsqueda y se realizaran 87 entrevistas. Tras la detención de Larry, éste permaneció bajo custodia y fue mantenido sin fianza. Como consecuencia, los hijos de la pareja pasaron a estar bajo la custodia de sus abuelos paternos. El jueves 21 de octubre de 2021, Larry se declaró inocente en su comparecencia ante el Tribunal Superior del Condado de San Diego del Sur del Tribunal del Condado de Chula Vista. Como parte de su comparecencia, se le prohibió ponerse en contacto con sus hijos para evitar un mayor trauma emocional.
El miércoles 27 de octubre, la juez del Tribunal Superior Maryann D'Addezio dictaminó que Larry violó la orden de alejamiento que le prohibía ponerse en contacto con sus hijos al hablar con ellos durante las llamadas telefónicas que hizo a sus padres desde la cárcel. En total, hizo más de cien llamadas y habló con sus hijos durante más de nueve horas, durante las cuales les pidió que le leyeran artículos de prensa sobre su próximo juicio. El jueves 4 de noviembre, a Larry se le denegó la libertad bajo fianza, alegando el juez que en el pasado había amenazado con hacer daño a una persona que, según él, tenía una aventura con Maya. Ese mismo día, la hermana de Maya presentó una moción para obtener la custodia de los niños y trasladarlos a Moreno Valley, California.
El miércoles 10 de noviembre, la jueza Julia Craig Kelety concedió a la hermana de Maya el derecho de visita, pero permitió que los abuelos paternos conservaran la custodia para que los niños pudieran seguir asistiendo a sus escuelas actuales en Chula Vista. Los niños también recibieron un tutor designado por el tribunal. A principios de diciembre de 2021, tanto la hermana de Maya como los abuelos paternos habían solicitado la tutela de los niños. A mediados de enero de 2022, se modificaron los derechos de visita de la familia materna, para permitir que los niños viajaran al condado de Riverside cada dos fines de semana, al tiempo que se prorrogaba la custodia de los abuelos paternos hasta al menos abril de 2022.
A raíz de una petición en junio de 2022 por el abogado defensor de Larry que no era competente para ser juzgado, Larry fue examinado por un psiquiatra, y el juez del Tribunal Superior del Condado de San Diego Cindy Davis posteriormente dictaminó en septiembre de 2022 que Larry era mentalmente competente para ser juzgado. En octubre de 2022, Larry se le concedió permiso para comunicarse con sus hijos por escrito, pero todavía se le prohibió comunicarse con sus hijos a través de visitas en persona y por teléfono.